# Alfred Courmes
Pour les articles homonymes, voir Courmes (homonymie).
Louis Alfred Courmes est un peintre français né à Bormes-les-Mimosas le 21 mai 1898 et mort à Paris 10e le 8 janvier 1993.

## Biographie
Après ses études secondaires à Monaco, son père, officier de marine, l'encourage dans son envie d'être peintre.
Élève de Roger de La Fresnaye dont il sera le seul disciple, Alfred Courmes s'installe à Paris en 1925, et expose au Salon des indépendants et au Salon d'automne. Il réalise des toiles cubistes : Nature morte cubiste au pinceau, en 1921, peint des portraits comme celui de Peggy Guggenheim. Il s'installe à Ostende l'année suivante et fait la connaissance de Ensor, Constant Permeke, et Félix Labisse. Il s'imprègne en même temps de la peinture de Van Eyck, Hans Holbein, Dürer, Brueghel… en visitant les musées de Bruges, de Gand.
En 1929, il peint l'Homme blessé en hommage à Roger de La Fresnaye et expose au Salon des Tuileries Portrait de Mme Elvira de Hidalgo et Pêcheur à la raie.
Cette confrontation entre le classicisme et cette vision surréaliste et expressionniste seront des références permanentes pour Courmes. Surnommé L'Ange du mauvais goût par ses détracteurs, il détourne souvent dans ses tableaux des thèmes mythologiques (Sphinge, Minotaure, Œdipe) ou chrétienne (Saint Sébastien, Saint Antoine, le Christ en croix) à des fins humoristiques ou à consonances sexuelles, parfois nettement homoérotiques. Il n'est pas rare que des objets modernes (bicyclettes, haltères) ou des vêtements contemporains (bas de soie, shorts, habits de marins) soient associés à des univers de l'Antiquité ou du Moyen Âge. Il emprunte également à l'imagerie des publicités de son temps (fillette et logo des Chocolats Menier, Bibendum de Michelin, paquets de lessive, étiquettes de Camembert) et à la photographie des journaux à sensations (meurtres sanglants, criminels, détachements de militaires) pour susciter des anachronismes cocasses ou blasphématoires. Les décors de ses tableaux sont très souvent liés au canal Saint-Martin, à la place du Colonel-Fabien ou à l'avenue Secrétan.
En 1930, résidant près de la Gare de l'Est, il exploite une salle de cinéma populaire, le Verdun-Palace. En 1936, il reçoit le prix Paul Guillaume (partagé avec Tal Coat) pour Saint Sébastien, un exemple typique de son style. Le tableau brocarde l'iconographie chrétienne traditionnelle en représentant le saint sous les traits d'un matelot et en utilisant des références à la publicité contemporaine : la fillette des Chocolats Menier tâte les parties génitales du saint attaché à un arbre, tout en lui plantant une flèche dans le flanc ; le tout est ceint par le cercle bleu d'une marque de Camembert qui livre des informations sur le peintre et sa toile. Ce succès lui permet d'obtenir une commande en 1937, Le Toucher pour le pavillon de la manufacture de Sèvres à l'Exposition internationale de Paris. En 1938, Albert Sarraut, ministre de l'Éducation nationale, lui propose la décoration murale de la salle à manger de l'ambassade de France à Ottawa au Canada et en compagnie d'autres artistes : cent vingt mètres carrés peints à la cire dont le thème sera la France heureuse, qui lui demandera deux ans de travail et se terminera la veille de la Seconde Guerre mondiale, elle est signée et datée du 21 juillet 1939, 3 heures du matin.
En 1946, il participe à l'Exposition surréaliste de Lille avec Magritte et son ami Clovis Trouille, à partir de 1957, il expose régulièrement au salon de mai et en 1971 lors de l'exposition Les Autres organisée par Yves Hamon à Bordeaux. Courmes est reconnu comme précurseur d'une génération de jeunes peintres qui exposent avec lui, à la Galerie nationale du Grand Palais en 1972 dans l'exposition 12 ans d'art contemporain, et reçoit le prix Panique. Il sera présent à l'exposition Mythologies Quotidiennes au musée d'art moderne de la ville de Paris en 1976, ainsi qu'à l'exposition Les Réalismes entre révolution et réaction 1919-1939 au Centre Georges-Pompidou. Il est nommé Chevalier de la Légion d'honneur en 1991, il vit et peint jusqu'à sa mort le 8 janvier 1993.
Il est enterré à Châtillon-en-Diois.

## Principales œuvres
- Étrangleur à la casquette rose, 1925
- Portrait de Peggy Guggenheim, huile sur toile, 1926, Musée franco-américain du château de Blérancourt, Blérancourt
- Paysage de bord de mer, huile sur toile, 1927
- L'Homme blessé, 1929
- Saint Sébastien, huile sur toile, 1934, Centre Pompidou, Paris
- Saint Sébastien aux fléchettes, huile sur toile, 1934
- Saint Sébastien et la Sainte famille, huile sur bois, 1935, collection des héritiers
- Saint Roch de Montpellier, huile sur toile sur contreplaqué, 1935/77, Musée de l'Hospice Saint-Roch, Issoudun
- Persée lui joue un air de flûte avant de la délivrer, Andromède, 1937
- Le Toucher, huile sur toile marouflée sur bois, 1937, Centre Pompidou, Paris
- La France heureuse, fresque, salle à manger de l'ambassade de France, 1937-39, Ottawa
- Quai de Valmy, huile sur toile, 1948
- Autoportrait du peintre dans son atelier à colonne (...), 1958
- Le Cyclope n'avait qu'un œil mais c'était le bon, huile sur toile marouflée sur bois, 1960, FRAC de Franche-Comté, Besançon
- 45% B.A., huile sur toile, 1961
- Oh ! combien tragique la plainte du roi Œdipe, huile sur toile, 1962
- Non, non... et non, elle ne tolérera jamais qu'il fasse l'aéroplane, 1964
- La Pneumatique Salutation angélique, huile sur toile marouflée sur bois, 1968, La Piscine, Roubaix
- L'intervention de l'armée est demandée, gouache sur toile, 1969, Musée d'Art moderne de Paris, Paris
- Judith danse devant Holopherne, huile sur toile, 1974
- Saint-Sébastien à l'écluse Saint-Martin, huile sur toile, 1974
- Escadron d'Amazones au repos, huile sur toile marouflée sur bois, 1976
- La tentation de Saint-Antoine, huile sur toile, 1980
- La Descente au sépulcre, huile sur toile, 1982
- Les Deux Larrons, huile sur toile, 1982

## Principales expositions
- 1965 : Biennale de São Paulo, Brésil
- 1977 : Rétrospective, Galerie Jean Briance, Paris
- 1979 : Rétrospective, musée de Grenoble[8]
- 1984 : Écriture dans la peinture, CNAC, Nice
- 1989 : Rétrospective, musée des Beaux-Arts de Poitiers
- 1989 : Rétrospective, musée Saint-Roch à Issoudun
- 1989 : Rétrospective, musée des Beaux-Arts de Roubaix
- 1989 : Rétrospective, Centre Georges-Pompidou, Paris[9]
- 1998 : Réalistes des années 1920, Musée-Galerie de la Seita, Paris
- 2003 : Rétrospective, Musée Arts et Histoire, Bormes-les-Mimosas
- 2022 : Alfred Courmes, séduisant provocateur, Villa Théo, Le Lavandou[10]
- 2022 : Du côté de chez Courmes, galerie Loevenbruck, Paris[11]
- 2023 : Rétrospective, Espace Niemeyer, Paris
- 2023 : Rétrospective, musée de l'Ardenne, Charleville-Mézières

## Monographies
- Gilles Bernard et V. Andriveau, Alfred Courmes, Paris, Le Cherche midi, 2003, 183 p. (ISBN 978-2-7491-0176-7, BNF 39120256).
- Alfred Courmes, Musées de Roubaix, 1989, 106 p.
- Alfred Courmes, peintre d'histoires, sous la direction de Dominique Carré et Carole Maquet-Morelle, 2023, 255 p.  (ISBN 978-2-905666-53-6)

## Archives
- Fonds : Alfred Courmes (1920-1926) [correspondance ; 0,10 ml.].  Cote : COU 1 - 3. Paris : Bibliothèque Kandinsky, Centre Pompidou (présentation en ligne).